# 렌'파이
렌'파이(영어: Ren'Py) 혹은 렌'파이 비주얼 노벨 엔진(영어: Ren'Py Visual Novel Engine)은 오픈 소스 게임 엔진이다. 렌'파이의 뜻은 일본어로 '연애'를 의미하는 렌아이(일본어: 恋愛)와 파이썬을 합친 것이다.

## 특징
렌'파이는 프로그래밍 언어 파이썬과 파이게임(PyGame)을 기반으로 만들어졌고, 윈도우와 최신 버전의 맥 OS X, 리눅스 모두 지원한다.
뿐만 아니라 손쉽게 안드로이드 플랫폼의 빌드가 가능하다.